# Maximilian von Versen
Maximilian von Versen (ur. 10 listopada 1833 w Neustettin, zm. 1 października 1893 w Berlinie) – generał kawalerii Armii Cesarstwa Niemieckiego, uczestnik wojny prusko-austriackiej i wojny prusko-francuskiej, dowódca III Korpusu Armijnego.

## Życiorys
W 1851 roku wstąpił do 1. Pułku Ułanów Gwardii, a dwa lata później otrzymał awans na podporucznika (niem. Sekondeleutnant). W 1855 roku został adiutantem pułku. Od 1858 roku pobierał nauki w Szkole Wojennej w Berlinie. Uczestniczył w wojnie z Danią w 1864 roku, po której otrzymał awans na kapitana (niem. Hauptmann) i został dowódcą szwadronu w macierzystym pułku. Przed wybuchem wojna prusko-austriacka przeniesiony do Sztabu Generalnego, jednak na czas działań wojennych został adiutantem gen. Juliusa von Hartmanna. Za odwagę wykazaną podczas stać pod Sadową i Rokeinitz został odznaczony Orderem Pour le Mérite. Po zakończeniu konfliktu stacjonował w Dreźnie. Wówczas zwrócił się do Sztabu Generalnego o zezwolenie na wzięcie udziału we francuskiej interwencji w Meksyku, ale dostał odpowiedź odmowną. W 1867 roku otrzymał pozwolenie na wyjazd do Paragwaju, gdzie miał wesprzeć działania prezydenta Francisco Solano Lópeza. Po dotarciu na miejsce został aresztowany i osadzony w więzieniu za domniemaną zdradę. W 1869 roku udało mu się uciec do Argentyny i stamtąd powrócił do Prus. Swoje doświadczenia z podróży opisał w dwóch książkach: Podróże po Ameryce i wojna południowoamerykańska oraz „Wyprawy transatlantyckie. Doświadczenia i przeżycia z Ameryki Północne. Przydzielony do służby w sztabie  V Korpusu Armijnego, ale już w 1870 roku wysłany do Hiszpanii z misją zorientowania się w ewentualnym objęciu tronu w tym kraju przez księcia Leopolda Hohenzollerna. Po wybuchu wojny prusko-francuskiej został oficerem w sztabie 4. Dywizji Piechoty. W trackie bitwy pod Sedanem został trafiony w nogę odłamkiem pocisku i musiał udać się na rekonwalescencję. Do służby powrócił już miesiąc później i zdążył wziąć udział w kampanii w dolnie Loary. W 1871 roku został oficerem sztabu w 12. Pułku Huzarów, nad którym przejął dowództwo po awansie na podpułkownika (niem. Oberstleutnant) w 1874 roku. W 1882 roku został mianowany dowódcą 14. Brygady Kawalerii z jednoczesnym awansem na pułkownika (niem. Oberst), a już 2 lata później, jako generał major (niem. Generalmajor), objął dowództwo nad 2. Brygadą Kawalerii Gwardii. Od 1888 roku, w stopniu generała porucznika (niem. Generalleutnant), dowodził kolejno 8. Dywizją Piechoty, dywizją kawalerii w XV Korpusie Armijnym w Metz oraz Gwardyjską Dywizją Kawalerii. W 1890 roku został dowódcą III Korpusu Armijnego w Berlinie i na tym stanowisku otrzymał awans na stopień generała kawalerii (niem. General der Kavallerie). Zmarł podczas pełnienia obowiązków służbowych w 1893 roku. 

## Odznaczenia
Odznaczenia gen. von Versena to między innymi:
- Order Orła Czerwonego I klasy z liśćmi dębu
- Order Królewski Korony I klasy
- Order Pour le Mérite
- Krzyż Żelazny I klasy
- Krzyż Wielki Orderu Zasługi Wojskowej (Bawaria)
- Kawaler I klasy Orderu Zasługi Wojskowej z mieczami (Bawaria)
- Krzyż Wielki Krzyża Zasługi Orderu Domowego (Lippe)
- Medal Zasługi Wojskowej z mieczami (Schaumburg-Lippe)
- Krzyż Zasługi Wojskowej II klasy (Meklemburgia)
- Krzyż Wielki Orderu Alberta (Saksonia)
- Komandor Orderu Sokoła Białego (Saksonia)
- Krzyż Wielki Orderu Ernestyńskiego z mieczami (Saksonia)
- Krzyż Zasługi I klasy (Schwarzburg)
- Krzyż Wielki Orderu Korony Wirtemberskiej
- Krzyż Wielki Orderu Korony Włoch (Włochy)
- Krzyż Wielki Orderu Avis (Portugalia)
- Order Świętej Anny II klasy z brylantami (Imperium Rosyjskie)
- Komandor Krzyża Wielkiego Orderu Miecza (Szwecja)
- Krzyż Komandorski Orderu Izabeli Katolickiej (Hiszpania)